# 白井弓子
白井 弓子（しらい ゆみこ、1967年3月15日 - ）は、日本の女性漫画家。作品『WOMBS（ウームズ）』で2017年に第37回日本SF大賞を受賞した。文化庁メディア芸術祭マンガ部門では審査委員会に同作が第14回（2010年）、『ラフナス』が第19回（2015年）に推薦作品に選ばれている。

## 略歴
愛媛県出身、京都市立芸術大学美術学部で油彩画を専攻した。
同人誌として発表していた『天顕祭』が2007年に第11回文化庁メディア芸術祭マンガ部門で奨励賞を受賞し、2008年にサンクチュアリ・パブリッシングより商業誌として出版される。
2009年から『月刊IKKI』（小学館）で『WOMBS（ウームズ）』を連載し（2010年12月号第16話まで）、描き下ろしの形式へ移行する。同作は2010年、第14回文化庁メディア芸術祭マンガ部門審査委員会推薦作品となる。同作は2016年12月に第37回日本SF大賞の最終候補作に選出される。
2015年の第19回文化庁メディア芸術祭マンガ部門審査委員会推薦作品に選定された『ラフナス』は、2013年から2015年にかけて『月刊アクション』（双葉社）で連載した作品である。
2016年から2017年まで『ミステリーボニータ』（秋田書店）にて読み切り作品として『機械仕掛けの神話』シリーズを不定期に連載し、同作は『Champion タップ!』（同社）にアンコール掲載した後、同誌に新作を発表した。一連の作品は『イワとニキの新婚旅行』として単行本化されている。
2017年4月21日の第37回日本SF大賞贈賞式（受賞作は『WOMBS（ウームズ）』）に先立ち、日本SF作家クラブの総会で推薦を受けると会員に迎えられた。
『ミステリーボニータ』2018年5月号より近未来の大阪を舞台にした大阪伝奇クライシス『O(オー) 環状結界都市』を開始するが、タイトルの判読性の悪さから、2018年11月号掲載の「episode 6」より『大阪環状結界都市』に改題し、2019年9月号に完結すると単行本に編まれた。
2020年8月21日に『WOMBS（ウームズ）』の前日譚『WOMBS CRADLE』の連載が双葉社のwebアクションにて開始された。

## 人物
安彦良和『アリオン』、萩尾望都、大島弓子、萩岩睦美などに影響を受けた。2013年、『第2回 CLIP STUDIO PAINT イメージングプラグイン開発コンテスト』の審査員を務めている。サークル『メタ・パラダイム』で同人活動を行い、2013年時点で参加したオリジナル作品専門の同人誌即売会は『コミティア』、『関西コミティア』、『そうさく畑』など、また合同誌『叙情派 ひとつ』誌上の発表は毎年恒例であった。
漫画を描く際、下書きより後の工程は、PCで行う。使用するソフトウェアは、『Painter』と『Photoshop』（2009年時点）。
1970年代初め、高校時代の美術部では『ドム』というあだ名が付き、高校の美術の恩師に2013年時点も『ドム』と呼ばれた。

## 受賞歴
- 2007年 - 第11回文化庁メディア芸術祭マンガ部門奨励賞　『天顕祭』[1]。
- 2010年 - 第14回文化庁メディア芸術祭マンガ部門審査委員会推薦作品　『WOMBS（ウームズ）』[2]。
- 2015年 - 第19回文化庁メディア芸術祭マンガ部門審査委員会推薦作品　『ラフナス』[3]。
- 2017年 - 第37回日本SF大賞大賞　『WOMBS（ウームズ）』[4][29][30][31]。
- 2017年 - 愛顔のえひめ文化・スポーツ賞文化 > 個人　第37回日本SF大賞の受賞に伴う[32]。

## 作品リスト

### 書籍
- 『天顕祭』（サンクチュアリ・パブリッシング〈New comics〉、2008年7月30日）ISBN 978-4-86113-921-5、国立国会図書館書誌ID:000010002480。
  - 『TENKEN』Glenn Anderson（英語訳）（ニューヨーク：ONE PEACE BOOKS、2010年11月25日）ISBN 9784861137587, 4861137586、国立国会図書館書誌ID:000011169578、OCLC 752020133 - 版元はサンクチュアリ・パブリッシング関連会社（海外出版事業）。日本国内流通はサンクチュアリ・パブリッシング。
- 『WOMBS（ウームズ）』小学館〈IKKI COMIX〉、全5巻
  1. 2010年2月3日、ISBN 978-4-09-188494-7
  2. 2011年2月2日、ISBN 978-4-09-188539-5
  3. 2012年5月2日、ISBN 978-4-09-188583-8
  4. 2013年7月3日、ISBN 978-4-09-188626-2
  5. 2016年1月29日、ISBN 978-4-09-188687-3
- 『白井弓子初期短篇集』小学館〈IKKI COMIX〉、2010年7月13日、ISBN 978-4-09-179107-8
- 『ラフナス』双葉社〈アクションコミックス〉、全2巻
  1. 2014年8月9日発売[12]、ISBN 978-4-575-84466-5
  2. 2015年3月10日発売[13]、ISBN 978-4-575-84589-1
- 『イワとニキの新婚旅行』秋田書店〈ボニータコミックス〉、2017年8月16日発売[14]、ISBN 978-4-253-26068-8
- 『大阪環状結界都市』秋田書店〈ボニータコミックス〉、全3巻
  1. 2018年10月16日発売[18][19]、ISBN 978-4-253-26431-0
  2. 2019年4月16日発売[20]、ISBN 978-4-253-26432-7
  3. 2019年10月16日発売[21]、ISBN 978-4-253-26433-4
- 『WOMBS CRADLE』双葉社〈アクションコミックス〉、全2巻
  1. 上 2021年9月16日発売[33][34]、ISBN 978-4-575-44005-8
  2. 下 2021年9月16日発売[33][35]、ISBN 978-4-575-44006-5

### アンソロジー
- 星新一 原作「ひとつの装置」白井弓子 作画『コミック☆星新一 親しげな悪魔』（秋田書店、2012年8月30日）ISBN 978-4-253-10463-0、オムニバス作品。

### イラスト担当作品
- 風野潮 『いとしのドリー』（岩崎書店〈文学の泉 13〉、2003年2月14日）ISBN 978-4-265-04153-4, 4265041531、NCID BA73985610、児童文学作品
- 『地獄からもどった黒ねこ』（岩崎書店〈平成うわさの怪談 5〉、2003年3月10日）ISBN 4-265-04755-6、児童向け怪談作品集。白井担当分は漫画作品『トイレの顔』および表紙を除く。
- 上橋菜穂子『狐笛のかなた』（理論社、2003年11月）ISBN 978-4-652-07734-4、ファンタジー作品。